# 樊燮
樊燮（?—?），清代湖北恩施人，曾官湖南永州（今零陵县）镇总兵。

## 生平
樊燮是湖广总督官文五姨太娘家親戚，但為官不清廉。咸丰年间，官文推举樊燮接任零陵总兵。因為慵懶，雖為武官卻幾乎不騎馬，只坐八人大轎。被譏諷為：「轎子總兵」，甚至連閱兵都不騎馬，只坐轎子。湖廣人消遣他說：「樊總兵閱兵：坐著看」。
咸丰九年，樊燮有事谒见湖南巡撫骆秉章。骆要樊去問幕友左宗棠。由於左宗棠只是幕友，樊不願意向左行禮，還說：「吾二品總兵，與汝四品幕僚請安？豈有此理？」左認為自己是骆秉章的代表，卻不得敬重，又加上樊燮是武官，並非時人尊敬的文家儒士，於是大骂樊燮：“王八蛋，滚出去！”
樊燮被左氏羞辱之後，向朝廷參奏左氏，沒想到左氏與潘祖蔭等人交結，反將一軍，咸豐帝決定將樊燮罷免。但左宗棠也因此離開駱秉章幕府，薦舉劉蓉替代自己。
樊燮大怒：「伊區區孝廉爾，可氣燄如此！」（左宗棠只考取舉人，未能考取進士）返鄉後，在先人牌位旁邊，寫下「王八蛋滾出去」六個字之木牌，名為「洗辱牌」。並聘請名師教導其兩子，要求兩子关在精舍之中讀書，務求超越只有舉人功名的左宗棠，為父報復。且命令兩子有所成就前須身穿女裝，以作激勵：「考秀才進學，脫外女服；中舉人，脫內女服；中進士，焚洗辱牌，告先人以無罪。」後樊次子樊增祥高中光緒三年（1877年）丁丑科進士，焚燒洗辱牌以告慰當時已作古的樊燮，已有後人在功名上壓倒左宗棠。